# Skałka w Żbiku
Skałka w Żbiku – skała w miejscowości Krzeszowice w województwie małopolskim, w powiecie krakowskim. Na mapie Geoportalu opisana jest jako Skałki. Pod względem geograficznym znajduje się w Rowie Krzeszowickim będącym jednym z mezoregionów Wyżyny Krakowsko-Częstochowskiej.
Skała w Żbiku znajduje się w dolnej części Doliny za Żbikiem, na dnie wąwozu o stromych ścianach. Wąwozem tym tuż obok skały płynie potok Brzezińska Rzeka. W rzeczywistości jest to kilka skał obok siebie. Nazwa doliny i skał pochodzi od krzeszowskiego osiedla Żbik. Skały zbudowane są z wapienia, mają wysokość 8 m i przewieszone ściany zachodnie. Powstały w wyniku procesów krasowych oraz erozji spowodowanej przepływającą wodą. U ich zachodniej podstawy jest niewielka jaskinia typu nyża. Od 7 października 1963 r. skałki te są pomnikiem przyrody nieożywionej.

W latach 20. XXI wieku Skałka w Żbiku stała się również obiektem wspinaczki skalnej. Poprowadzono dwie drogi wspinaczkowe, obite ringami i stanowiskiem zjazdowym.

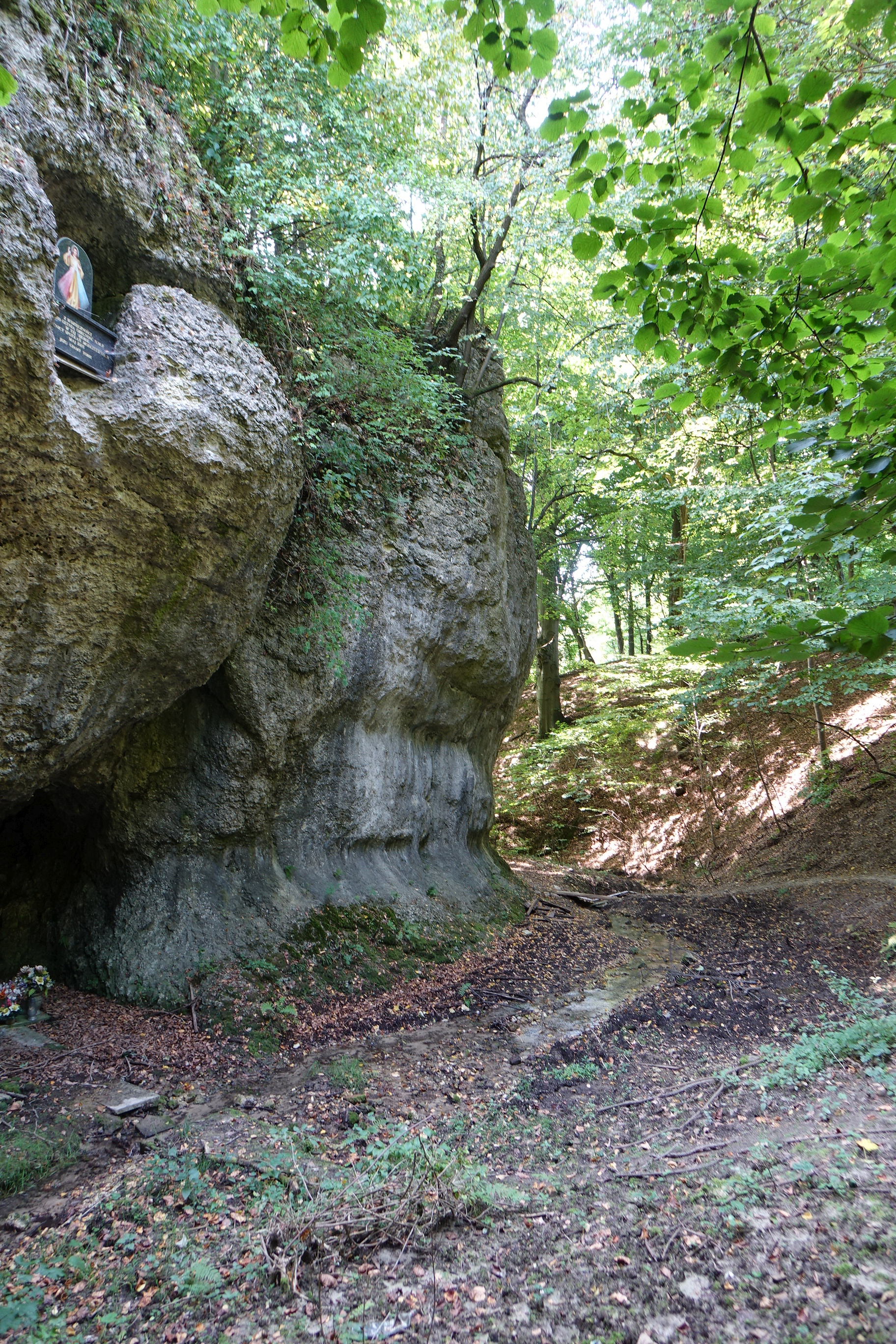
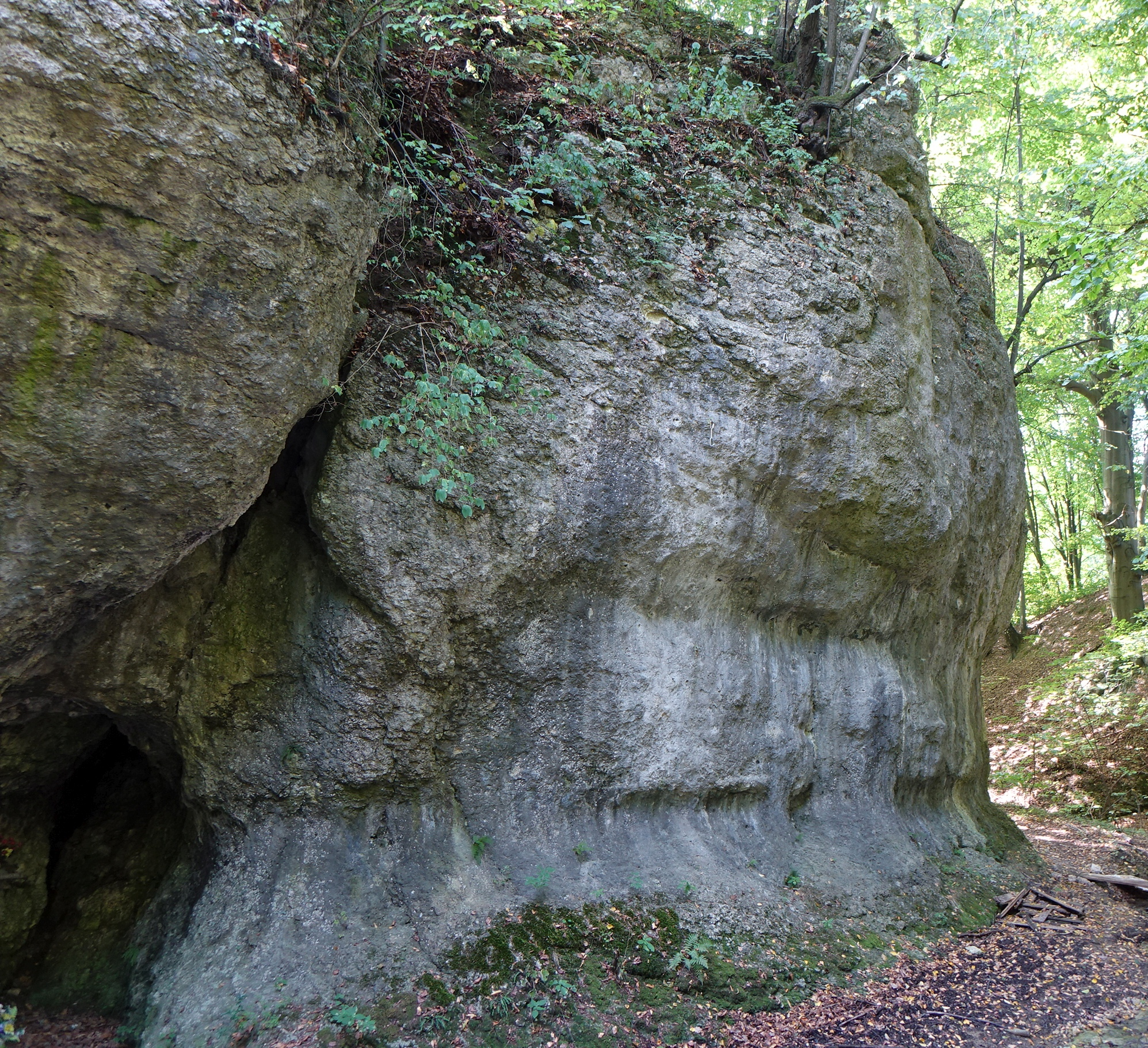
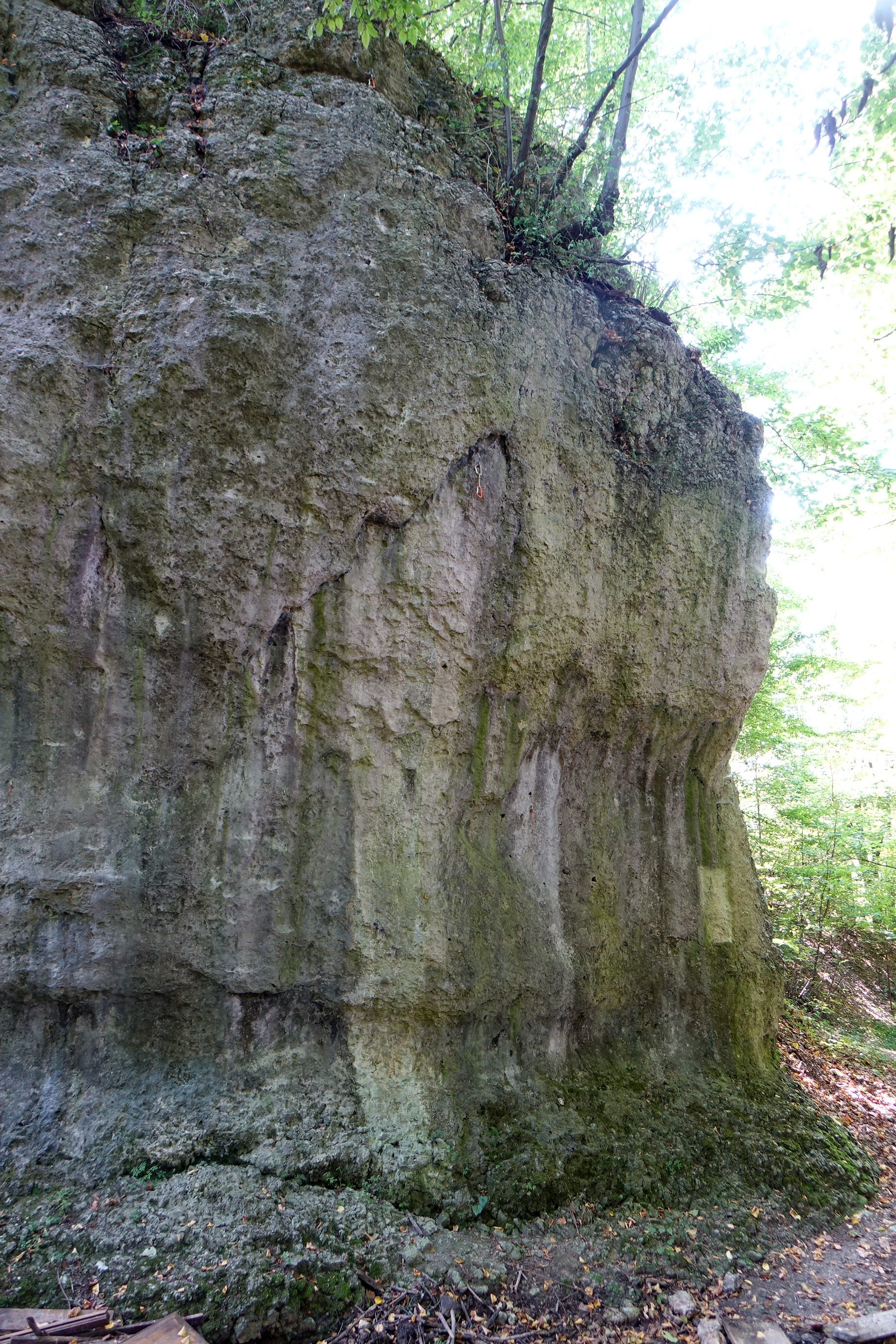
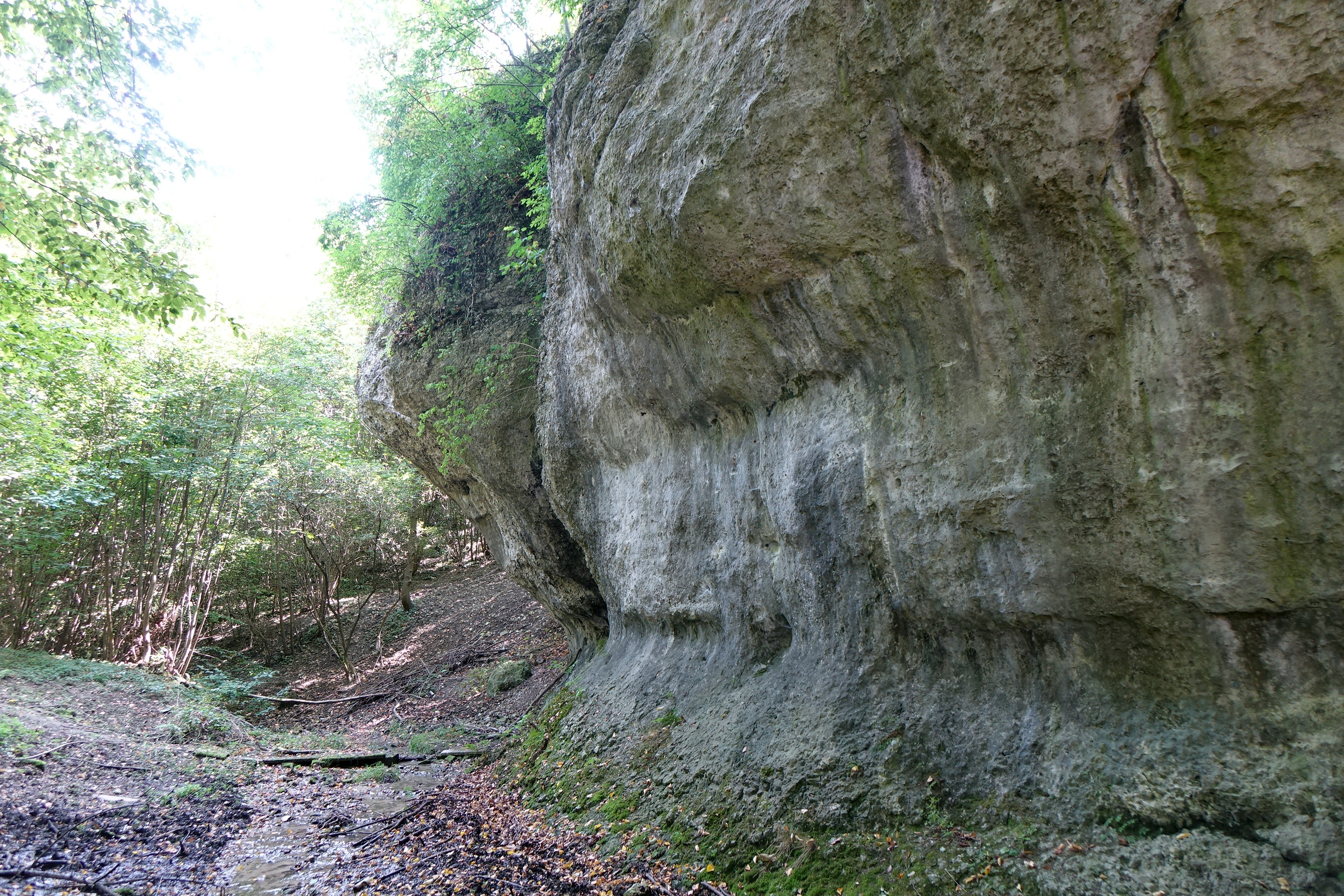
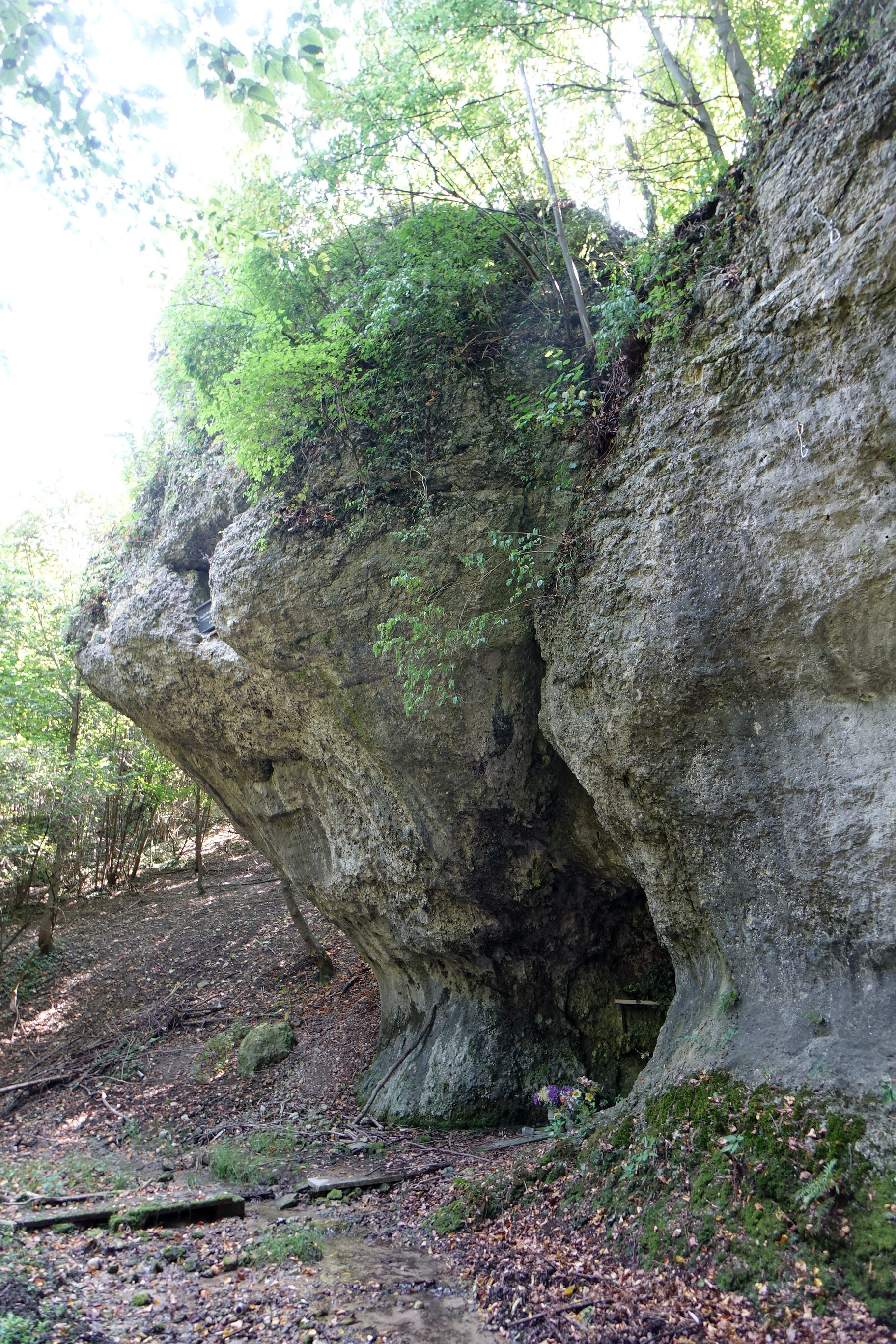

W zachodniej ścianie Skałki w Żbiku są trzy niewielkie jaskinie jedna nad drugą: Schronisko pod Matką Boską Środkowe, Schronisko z Matką Boską i Wielki Okap pod Matką Boską.